# Nuculana vulgaris
Nuculana vulgaris is een tweekleppigensoort uit de familie van de Nuculanidae. De wetenschappelijke naam van de soort is voor het eerst geldig gepubliceerd in 1913 door Brown & Pilsbry.